# Vatsla
Vatsla är en ort i Estland. Den ligger i Saue kommun och landskapet Harjumaa, i den nordvästra delen av landet, 14 km väster om huvudstaden Tallinn. Vatsla ligger 37 meter över havet och antalet invånare är 133.
Terrängen runt Vatsla är platt. Runt Vatsla är det ganska glesbefolkat, med 36 invånare per kvadratkilometer. Närmaste större samhälle är Tallinn, 14,2 km öster om Vatsla. Omgivningarna runt Vatsla är en mosaik av jordbruksmark och naturlig växtlighet.